# Velkua
Velkua är en tidigare kommun i Åbo norra skärgård i Egentliga Finland. 

## Geografi och befolkning
Av Velkuas yta utgör landarealen omkring en fjärdedel. I övrigt består ytan av saltvatten. Då kommunen nedlades hade den 264 invånare. Näringsstrukturen var vid samma tidpunkt jord- och skogsbruk 19,6 %, industri 16,1 % och service 60,7 %. Befolkningen var då helt finskspråkig.

## Öar och byar
Velkua består av ca 300 öar som ligger mellan Tövsala i norr, Nådendal i öster och Pargas i söder. De större öarna är norrifrån huvudön Palva, Teersalo (svenska: Tersal) som av landhöjningen har förenats med grannön Livonsaari i Askais, ön Velkuanmaa (tidigare Valkko) med byarna Pohjakylä (svenska: Norrby), Krööpilä och Tiurla, på ön Salavainen byarna Haukka och Salavainen (svenska: Salavais) och ön Kettumaa. Därtill finns den tidvis obebodda ön Valjumaa, Kalsor (finska: Kaltsaari), som användes som läger för Velkuas fiskare och för fårbete men var obebodd före 1800-talet, och Kaskis. Både Kalsor och Kaskis låg utanför socknens egentliga område, den förra nära Nagu, den senare var helt omsluten av Korpo. En försvunnen by är Medelby på Velkuanmaa. Velkua hörde under namnet Palva till storsocknen Tövsala.

## Kommunikation och befolkning under äldre tid
Befolkningen i Velkua var under medeltiden i huvudsak svenskspråkig. Kustfarleden gick då från Åbo förbi Nådendal, genom Merimasku sund, rundade Teersalo udde och Hakkenpää udde i Tövsala och fortsatte innanför öarna i Gustavs vidare norrut mot Raumo. En vinterväg fanns från Rimito över Merimasku och Teersalo till Kalsor, där fiskuppköparna från Rimito kunde köpa sin fisk direkt av fiskarna. 
Det enda frälsesäteri som fanns i Velkua var Krööpilä på Velkuanmaa. Det bildades på 1640-talet och innehades av ätten Anckarsköld till seklets slut. Därefter fick gården förfalla. I slutet av 1600-talet hade befolkningsnedgången varit stor som en följd av svält, pest och krig och på de flesta hemman kom nya ägare efter att freden hade återkommit 1721. Sannolikt skedde då det språkbyte från svenska till finska som kan konstateras. I mitten av 1700-talet blev det möjligt att anlägga skattefria torp på hemmanen. I Velkua blev torpens dagsverksskyldigheter små eftersom jordbruket inte behövde hjälparbetskraft och torparna kunde försörja sig på fiske. Torpen tjänade därför främst som en möjlighet att placera överskottsbefolkningen. 

## Kyrka och församling

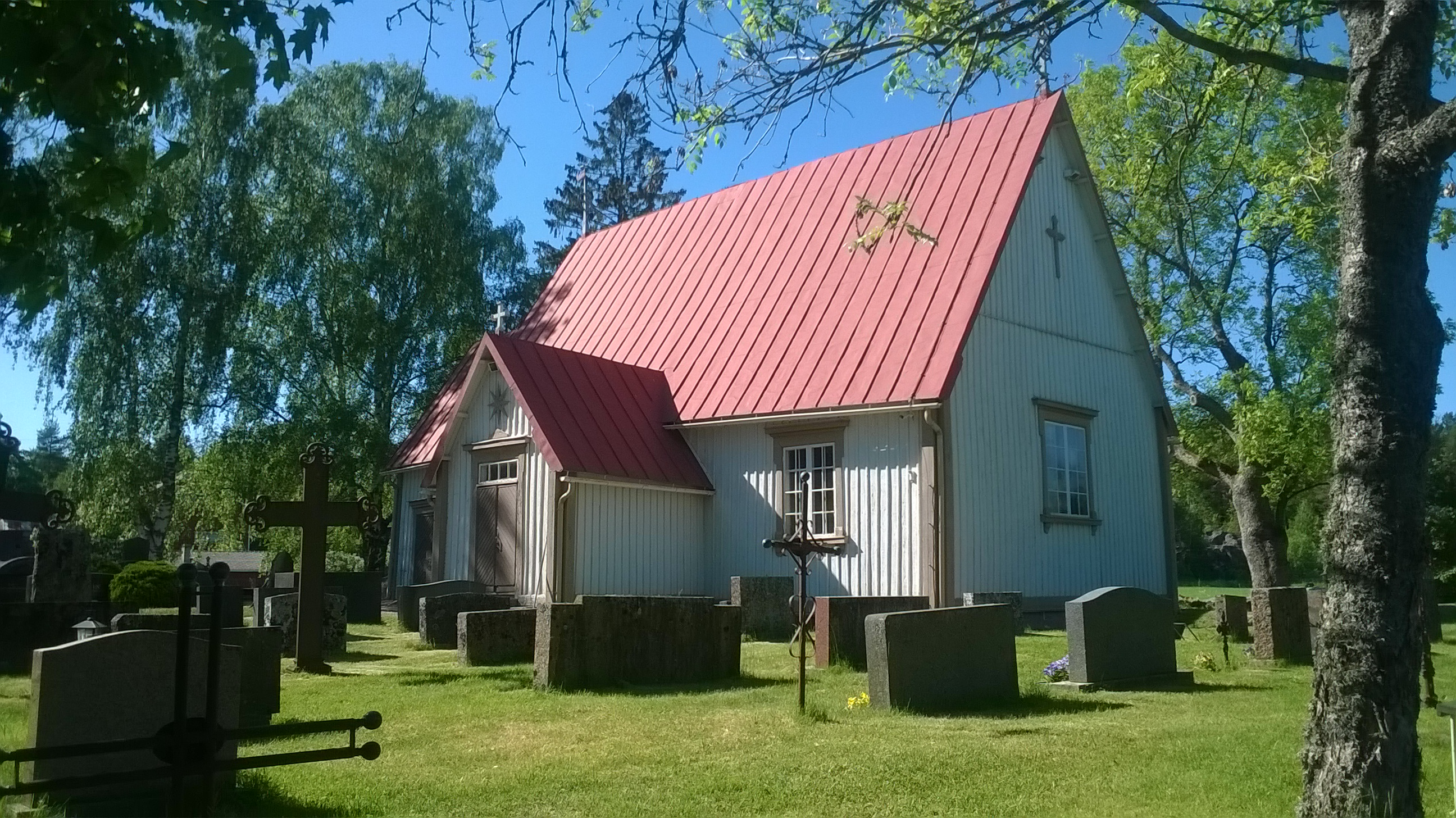
Sankt Henriks kyrka i Velkua.

Velkua hörde under namnet Palva till Tövsala församling som ett predikogäll. Den till S:t Henrik helgade träkyrkan uppfördes år 1793. Den är en rektangulär byggnad med anslutande sakristia och vapenhus. Taken var branta och brädtäckta och kyrkan liksom den klockstapel som uppfördes samtidigt var rödmålade. Velkua blev en självständig församling 1913 (i kraft 1917). År 1914 fick kyrkan sin gråvita färg. Velkua anslöts 1962 till Nådendals församling.

## Finska kriget
Den 15 september 1808 kom en avdelning av den svenska skärgårdsflottan under befäl av viceamiral Salomon von Rajalin till Palva sund och mötte där en rysk flottstyrka. Ryssarna drog sig först tillbaka utan strid. På morgonen den 18 september i mörker och dimma vände ryssarna åter och striden vid Palva utkämpades med kanoner. De svenska fartygen var 50 och de ryska var 40 kanonfartyg. Svenskarna slog tillbaka ryssarna men blev sedan omringade och flydde platsen. Ryssarna förlorade 3–4 fartyg. Svenskarna förlorade 50 man och ryssarna ca 200. Ryssarna stannade kvar efter drabbningen och plundrade och misshandlade lokalbefolkningen. Även kyrkan plundrades.

## Velkuastaden
Ett unikt fenomen i Velkua var uppkomsten av Velkuastaden på ett område som under 1700-talet helt hade avfolkats. Under några decennier på 1800-talet fylldes området av torp och backstugor. På 1870-talet var de omkring 20 med ca 100 invånare, anlagda vid ett prydligt vägnät. I staden hade vägarna gatunamn och där fanns hantverkare av många slag, bl.a. skräddare, skomakare, smed och kalaskokerska. Man valde sin egen borgmästare som fungerade som ett slags byäldste. Tidvis fanns där också ett gästgiveri vid vintervägen från Rimito. 
Velkuastaden låg på Krööpilä gårds marker där torparna tidigt hade kunnat köpa sig fria och köpa tilläggsjord. Utflyttningen från Velkua kring år 1900 tömde hela Velkuastaden. 

## Velkua moderniseras
Under 1800-talet hade bondeseglationen upphört men många Velkuabor hade egna skutor och bedrev handel över hela Östersjön. Velkua blev en självständig kommun 1868. På 1890-talet byggdes en ångbåtsbrygga på Palva för båtar på linjen Åbo-Nystad. Den regelbundna varutillförseln med ångbåtarna gjorde det möjligt att öppna den första lanthandeln. Den första folkskolan öppnades 1910 och grundskolan infördes år 1972. Elektrifieringen av Velkua inleddes år 1946. År 1953 byggdes den första landsvägen som förband fastlandets vägnät över Livonmaa med Teersalo. Därmed blev det möjligt att inrätta två landsvägsfärjor från Teersalo till Palva och vidare till Velkuanmaa. År 1958 fick kommunen en isförstärkt båt för regelbunden trafik mellan öarna. Den 1 januari 2009 anslöts Velkua till Nådendal.